# Нетрадиційні релігійні системи
Нетрадиці́йні релігі́йні систе́ми, неорелігії, псевдорелігії, квазірелігії, неокульти — сукупність релігійних віровчень, які з'являються з середини XIX ст. і активно функціонують у XX-XXI ст. Їх також називають «релігіями Нової доби».,  Нью-ейдж. Зрозуміло, що більшість із них є новим переосмисленням традиційних культів з метою комерції, набуття особистого авторитету "гуру" серед учнів, а в особливих випадках досягнення політичної влади.

## Передумови виникнення неорелігій
Неорухи виникли через кризові явища традиційних релігій XX ст.
Передумовами формування нетрадиційних релігій є:
- Розвиток НТП спричинив до виникнення питань, відповідь на які не може надати офіційна церква або відповідь на які не збігається зі світоглядом людини;

- Незадоволення людей політичними засобами вирішення соціальних та економічних проблем суспільства, труднощі процесів соціалізації молодих людей, що породжує бажання віднайти нові духовні орієнтири.

Відмінністю нових релігійних напрямків є те, що традиційні релігії оберігають унікальність шляхом збереження форми і змісту, тоді як неорелігії опираються на містичний досвід злиття з Абсолютом.

## Види за походженням
Сьогодні вирізняють такі часто взаємопроникні різновиди нетрадиційних релігій:
1. Квазіхристиянські, для яких характерна експлуатація християнської ідеї, що наново інтерпретується із залученням елементів суб'єктивного теософствування. Лідери таких вчень найчастіше видають себе за «продовжувачів справи Христа», нових пророків тощо. Прикладами таких релігій є «Церква об'єднання» («муністи»), «Церква Віссаріона» («віссаріонівці»), неопротестантські вчення («Християнська наука», «Школа Християнської єдності» та ін.).
2. Неосхідні (неоорієнталістські) — сукупність культів, які включають індуїзм, йогу, даосизм, буддизм і конфуціанство. Основна ознака таких вірувань — акцент на розкриття внутрішніх властивостей людини через оволодіння психотехніками. Це крішнаїти, «Трансцендентальна медитація», «Ліга духовного відродження Санатана Дхарма», «Місія Божественного світла», «Тибетський буддизм» Оле Нідала та інші.
3. Сучасний окультизм. Характеризується містичним спрямуванням і експлуатуванням наукоподібних понять на кшталт «енергія», «еволюція», «поле», які накладаються на тло юдаїзму, християнства чи інших релігій. Яскравими прикладами таких вірувань є астрологія, спіритуалізм, мантика, вуду, масонство та ін.
4. Неоязичництво, які намагаються відновити архаїчні міфологічні традиції світосприйняття різних народів. Такі погляди розділяють адепти «РУН віри».
5. Сатанізм — ряд тез і вірувань, у яких образ антихриста тлумачиться як позитивний символ могутності і свободи. Цей напрям не є виключно модерновим явищем, оскільки в нього досить тривала історія. За світоглядною суттю, типом об'єднання, формами діяльності цей напрям дуже неоднорідний, але адептів сатанізму часто плутають з дияволопоклонництвом, послідовники якого пропагують потворну асоціальну діяльність. Моральна програма сатаністів відзначається вираженим індивідуалізмом, прагматизмом, егоїзмом, культом сили, які досить рідко стають приводом для злочинної діяльності. Сучасний сатанізм носить атеїстичні риси, подібно до комуністичного культу (марксизм та ін.) на відміну від традиційного середньовічного дияволопоклонництва (т. з. теїстичний сатанізм).
6. Псевдопсихологічні і псевдомедичні рухи, основу яких складає доктрина поліпшення фізичного і духовного стану. Часто до цієї основи додається й економічний стимуляційний чинник.
7. Наукоподібні напрямки (саєнтологічні від англ. «science» — наука) прагнуть розтлумачити недосліджені або непояснені наукою природні явища з позиції містики, проявів надприродного. Зокрема саєнтологія як розвиток герметизму.

## Види за метою
Попри різнорідність новітніх релігій, можна виділити такі їх спільні риси:
- — організаційні — практика поклоніння живому божеству або обожнення лідера; жорстка централізація управління та дисципліна; активна агітація;
- — кадрові — спрямованість на швидкі і доволі радикальні зміни у світогляді адептів, який повинен стати максимально некритичним («зомбованим»); використання агресивних методів залучення і утримання членів організації, що базуються на психологічному впливі, руйнуванні минулих соціальних зв'язків;
- — концептуальні — спостерігається відсутність або слабкість оригінальної догматичної і обрядової традиції. Як правило, демонструються загальні антихристиянські погляди, а власна релігійна концепція тлумачиться як така, що перебуває у стадії формування. При цьому адепти експлуатують синтетичні тези східних релігій, християнства, юдаїзму тощо. Часто така еклектика «не тримається купи» з погляду ерудованої людини — для цього вводиться потужна теза її «непізнаваності» для новачка, містичні обряди, огортання його «любов'ю» замість прояснення догматів.

Спрощена модель новорелігійних організацій така: її очільником є харизматичний лідер, який вважає, що має нове унікальне «одкровення» або «найбільш правильно» розуміє концепцію вірування; лідер створює особливу «сім'ю» або комуну, у якій займає домінантне місце, встановлює обов'язкові для всіх абсолютні правила поведінки (при цьому він не обов'язково виконує їх сам). Група, як правило, дотримується песимістичного або апокаліптичного погляду на світ, її члени замикають особисте спілкування всередині спільноти, підтримуючи з соціумом контакти агітаційного чи суто формального характеру. Може практикуватися техніка контролю за поведінкою навернених. Культові дії у цих організаціях переважно колективні, можуть мати на меті екзальтацію, насичені спрощеними молитвами, вигуками, простими рухами, або малозрозумілими висловами.